# Partido Socialista Unificado da Catalunha
O Partido Socialista Unificado da Catalunha (Catalão: Partit Socialista Unificat de Catalunya, PSUC) foi um partido político comunista ativo na Catalunha entre 1936 e 1997. Era o referente Catalão do Partido Comunista de Espanha e o único partido não de um estado soberano a ser um membro pleno da Terceira Internacional.

## História
O PSUC foi formado em 23 de Julho de 1936 através da unificação de quatro grupos de esquerda; a Federação Catalã do Partido Socialista Operário Espanhol (PSOE), o Partit Comunista de Catalunya (Partido Comunista da Catalunha, o ramo catalão do Partido Comunista de Espanha, PCE), a Unió Socialista de Catalunya (União Socialista da Catalunha) eo  Partit Català Proletari (Partido Proletário Catalão). Burnett Bolloten estima que na unificação, o partido contava com cerca de 2.500 membros. Nove meses depois, as fileiras do partido haviam crescido para 50.000 membros.
O PSUC desempenhou um papel importante durante os dias da Segunda República Espanhola e da Guerra Civil Espanhola, e foi o único partido regional afiliado ao Comintern. O PCE não se organizou na Catalunha, mas viu o PSUC como seu referente Catalão. Esta configuração foi replicada por outros grupos comunistas Catalães. A configuração é um pouco semelhante à relação entre a União Democrata Cristã da Alemanha e a União Social Cristã da Baviera.
O PSUC tornou-se o principal defensor das classes médias Catalãs contra as apreensões de terras defendidas pela rival Confederação Nacional do Trabalho e pelo Partido Operário de Unificação Marxista, organizando 18.000 comerciantes e artesãos na Federação Catalã de Pequenos Empresários e Fabricantes (GEPCI).
Na Espanha Franquista, o PSUC foi banido e permaneceu ativo clandestinamente e no exílio. O PSUC foi o maior partido da oposição na Catalunha e após a transformação da Espanha num estado democrático e numa monarquia constitucional, tornou-se um partido de massas.
Em 1977, durante a transição Espanhola para a democracia, o PSUC foi legalizado. Gradualmente, o PCE e o PSUC começaram a ir em direções diferentes: o PSUC envolveu-se na Iniciativa pela Catalunha (IC), e gradualmente deixou de funcionar como uma parte separada. Quando o PSUC foi completamente absorvido pela IC em 1997, um grupo dissidente refundou o partido como PSUC viu (PSUC vivo). O PSUC viu tornou-se o novo referente do PCE na Catalunha.

## Desempenho eleitoral

### Parlamento da Catalunha
| Data | Votos   | Votos | Votos | Assentos | Assentos | Status   | Tamanho |
| Data | #       | %     | ±pp   | #        | ±        | Status   | Tamanho |
| ---- | ------- | ----- | ----- | -------- | -------- | -------- | ------- |
| 1980 | 507,753 | 18.8% | —     | 25 / 135 | —        | Oposição | 3º      |
| 1984 | 160,581 | 5.6%  | –13.2 | 6 / 135  | 19       | Oposição | 4º      |
| 1988 | 209,211 | 7.8%  | +2.2  | 6 / 135  | 0        | Oposição | *       |
| 1992 | 171,794 | 6.5%  | –1.3  | 6 / 135  | 0        | Oposição | *       |
| 1995 | 313,092 | 9.7%  | +2.8  | 9 / 135  | 3        | Oposição | **      |

- * Dentro da Iniciativa pela Catalunha.
- ** Dentro da Iniciativa pela Catalunha–Os Verdes.

### Cortes Gerais
| Eleição | Líder                 | Votos   | %     | #  | Assentos  | Assentos | Resultado    | Notas                                    |
| Eleição | Líder                 | Votos   | %     | #  | Congresso | Senado   | Resultado    | Notas                                    |
| ------- | --------------------- | ------- | ----- | -- | --------- | -------- | ------------ | ---------------------------------------- |
| 1977    | Antoni Gutiérrez Díaz | 558,132 | 18.31 | #2 | 8 / 47    | 0 / 16   | Minoria UCD  |                                          |
| 1979    | Antoni Gutiérrez Díaz | 512,792 | 17.38 | #3 | 8 / 47    | 0 / 16   | Minoria UCD  |                                          |
| 1982    | Francisco Frutos      | 158.553 | 4.61  | #4 | 1 / 47    | 0 / 16   | Maioria PSOE |                                          |
| 1986    | Antoni Gutiérrez Díaz | 123,912 | 3.91  | #4 | 1 / 47    | 0 / 16   | Maioria PSOE | Dentro da União da Esquerda Catalã (UEC) |